# Лестек (князь)
Лестек (пол. Lestek; 870/880 — 940/950) — князь західнополянський (930-940/950). Також — Лешек, Лешко.

## Біографія
Походив з роду П'ястів. Син полянського князя Земовита. Стосовно дати народження відсутні певні відомості, вважається між 870 та 880 роками. За однією з легенд був дуже молодим, коли помер його батько, але з поваги до заслуг Земовита було обрано князем. Початок панування відносять до 900 або 930 року. До настання повноліття він перебував під опікою деяких вельмож.
Подорослішавши, Лєстек став виявляти якості, які було відзначені його батьком: мудрість у веденні державних справ, справедливість, щедрість, чесність стосовно общинників. Водночас полянський союз перетворився на державу. За наказом князя було зведено перші потужні замки й фортеці, зокрема Гржибове між 915 та 922 роками.
У військових справах був не настільки вправним і був змушений припинити війни проти кашубська, поморських та прибережних слов'янських князів. Втім вага держави полян зросла, оскільки, за деякими відомостями, одружився з родичкою Великоморавських володарів. Від цього шлюбу народився син і спадкоємець — Земомисл. Помер у 910 або 940 році, менш ймовірно — у 950 році.